# Petra Kuříková
Petra Kuříková (* 25. November 1991 in Jablonec nad Nisou) ist eine tschechische Triathletin und zweifache Olympiastarterin (2020, 2024).

## Werdegang
Petra Kuříková kam als Sechsjährige zum Schwimmsport. 2008 startete sie in Rimini bei der Junioren-Duathlon-Weltmeisterschaft der ITU und belegte den 14. Rang. 2010 wurde sie im französischen Nancy Dritte bei der Junioreneuropameisterschaft auf der Duathlon-Sprintdistanz. Im Juni 2015 nahm Kuříková an den Europaspielen in Baku teil und belegte im Triathlonbewerb den 21. Rang.

2016 wurde sie tschechische Vizestaatsmeisterin Triathlon auf der Kurzdistanz (1,5 km Schwimmen, 40 km Radfahren und 10 km Laufen).
Im Juli 2019 wurde sie in Russland ETU-Vizeeuropameisterin Sprint-Triathlon. Bei den Olympischen Sommerspielen 2020 belegte Kuříková im Juli 2021 den 30. Rang.
Im Juli 2022 konnte die 30-Jährige in Spanien ihr erstes Triathlon-Weltcup-Rennen gewinnen.
Ihre Mutter Eva war früher auch als Triathletin aktiv und Petra Kuříková wird heute von ihr trainiert. Sie lebt heute in Zürich in der Schweiz.

## Sportliche Erfolge
| Datum/Jahr    | Rang | Wettbewerb                                  | Austragungsort | Zeit     | Bemerkung                                                                           |
| ------------- | ---- | ------------------------------------------- | -------------- | -------- | ----------------------------------------------------------------------------------- |
| 31. Juli 2024 | 29   | Olympische Sommerspiele 2024                | Paris          | 02:01:02 |                                                                                     |
| 12. Aug. 2022 | DNF  | ETU Triathlon European Championship         | München        | –        | Europameisterschaft                                                                 |
| 24. Juli 2022 | 1    | ITU Triathlon World Cup                     | Pontevedra     | 01:57:43 | [ 2 ]                                                                               |
| 9. Juli 2022  | 42   | ITU World Championship Series 2022          | Hamburg        | 01:02:05 |                                                                                     |
| 27. Juli 2021 | 30   | Olympische Sommerspiele 2020                | Tokio          | 02:04:10 |                                                                                     |
| 27. Juli 2019 | 2    | ETU Sprint Triathlon European Championships | Kasan          | 00:59:11 | ETU Vizeeuropameisterin Triathlon Sprintdistanz hinter der Schweizerin Julie Derron |
| 4. Sep. 2016  | 2    | CZE Triathlon National Championships        | Brünn          | 02:11:43 | Vizestaatsmeisterin hinter Jitka Rudolfova                                          |
| 13. Juni 2015 | 21   | Europaspiele 2015                           | Baku           | 02:06:55 |                                                                                     |

| Datum/Jahr    | Rang | Wettbewerb                                | Austragungsort | Zeit     | Bemerkung                                                  |
| ------------- | ---- | ----------------------------------------- | -------------- | -------- | ---------------------------------------------------------- |
| 1. Mai 2010   | 3    | ETU Duathlon European Championship Sprint | Nancy          | 00:55:16 | Junioreneuropameisterschaft auf der Duathlon-Sprintdistanz |
| 27. Sep. 2008 | 14   | ITU Duathlon Juniors World Championships  | Rimini         | 01:09:07 | Junioren-Duathlon-Weltmeisterschaft                        |

(Did Not Finish)